# Bokoen (Maloelap)
Bokoen (auch: Bwokwen) ist ein kleines Motu des Maloelap-Atolls der pazifischen Inselrepublik Marshallinseln.

## Geographie
Bokoen liegt im südlichen Riffsaum unweit von Makar entfernt. Die Riffkrone erstreckt sich weiter nach Westen und bildet nur winzige Sandbänke bis zur South Opening (Minami).